# Parc national et sanctuaire faunique de Gir
Pour les articles homonymes, voir Gir.
 (octobre 2010).
Si vous disposez d'ouvrages ou d'articles de référence ou si vous connaissez des sites web de qualité traitant du thème abordé ici, merci de compléter l'article en donnant les références utiles à sa vérifiabilité et en les liant à la section « Notes et références ».
Le parc national et sanctuaire faunique de Gir (anglais : Gir National Park and Wildlife Sanctuary, mais aussi connu localement en goudjarati sous le nom de Sasan-Gir (સાસણ ગીર), d'après le village du même nom) est une aire protégée indienne située dans l'État du Gujarat. C'est le seul endroit au monde où l'on peut encore trouver des Lions (Panthera leo) à l'état sauvage en dehors d’Afrique, ce qui en fait donc une zone importante. Cette aire est formée d'un parc national mesurant 258 km2 et de sanctuaires de vie sauvage l'entourant, couvrant une surface de 1 153 km2. Le parc est situé à 65 kilomètres au sud-est de la ville de Junagadh, dans le district éponyme, couvrant une partie significative de la péninsule de Kathiawar.

## Histoire du parc
L'aire forestière de Gir est protégée depuis le début des années 1900, alors qu'elle était sous la juridiction du Nawab de l'État princier de Junagadh. Cette initiative a contribué à la survie de la sous-espèce des lions d'Asie, dont la population avait chuté à seulement 15 spécimens, à cause de la chasse aux trophées.
258 km2 de la reserved forest a été classée en parc national en 1965.

### Histoire des espèces
D'après le site du parc, en 2022, 411 lions ont été recensés, soit 52 de plus qu'en 2005. En raison de la taille du parc et des atteintes environnementales qu'il subit, le gouvernement indien a lancé l'Asiatic Lion Reintroduction Project afin de le réintroduire au sein du Kuno Wildlife Sanctuary au Madhya Pradesh, zone d'où il a disparu vers 1873. L'élevage conservatoire vise également à la conservation du patrimoine génétique, qui a fortement diminué en raison du comportement reproductif des lions. Ainsi 180 lions sont nés en captivité dans les environs de cette zone.
Le Crocodile Conservation Project, qui a débuté en 1977, vise quant à lui à la réintroduction du crocodile des marais. Ainsi plus de 1000 crocodiles ont été relâchés dans le lac du Kamaleshwar et dans ses affluents.

## Géographie

### Le climat
La région du Gir est soumise au climat tropical des moussons, saison qui commence en juin et finit en octobre. Les températures durant l'été peuvent atteindre en moyenne 43 °C. En hiver, la température moyenne descend à 10 °C. La zone reçoit de 600 à 1 000 millimètres par an. Toutefois, en raison de la mousson irrégulière et la répartition inégale des précipitations à travers la péninsule, les années de sécheresse sont fréquentes.

### Hydrographie
Les sept plus importants cours d'eau de la région du Gir sont Hiran, Saraswati, Datardi, Shingoda, Machhundri, Ghodavari et Raval. L'aire contient quatre grands plans d'eau formés par des barrages, dont le plus grand est le barrage de Kamleshwar sur la Shingoda, surnommé « la survie de Gir ». Durant les périodes les plus chaudes de l'été, plus de 300 points d'eau sont répartis dans la zone.

## L'environnement

### La flore
Plus de 400 espèces de plantes ont été dénombrées en 1955. Une révision faite par la Maharaja Sayajirao University of Baroda fait état de 507 espèces. Selon la classification des forêts de Champion et Sheth, la forêt Gir relève de la 5A/C-1a—very dry teak forest. C'est la plus grande forêt sèche dans l'ouest de l'Inde.
Les tecks forment la plus importante essence de cette zone, et plus particulièrement dans la partie orientale de la forêt où il constitue près de la moitié de la superficie totale.

### La faune
Plus de 2 375 espèces animales distinctes dont environ 38 espèces de mammifères, environ 300 espèces d'oiseaux, 37 espèces de reptiles et plus de 2 000 espèces d'insectes ont été répertoriées. Les mammifères carnivores se composent principalement du lion d'Asie, des léopards, Chaus, hyènes, chacals, renard du Bengale, Mangouste. le Chat rubigineux peut y être aperçu, mais y est rare.
Les principaux herbivores de Gir sont le Cerf axis, l'Antilope Nilgaut, Sambar, l'Antilope tétracère, le gazelle d'Arabie et le sanglier. L'Antilope cervicapra de la région sont parfois vu dans le sanctuaire.
Parmi les petits mammifères, porc-épic et lièvre sont communs mais le pangolin est rare. La densité de la population de crocodile des marais est importante. La tortue étoilée d'Inde et les varans sont nombreux près des points d'eau, les pythons sont souvent visibles le long des berges. Plusieurs espèces de serpents sont présents en forêts et dans les bosquets de la savane. La zone abrite plus de 300 espèces d'oiseaux dont la plupart résident. les six espèces de vautours indiens y sont toujours présents, bien que très menacées. Les espèces typiques du Gir sont par exemple le Serpentaire bacha, l'Aigle huppé, le menacé aigle de Bonelli, le Kétoupa brun, le Loriot masqué, le Hémiprocné couronné et Brève du Bengale. Le Calao de Gingi n'a pas été retrouvé au cours du dernier recensement de 2001.

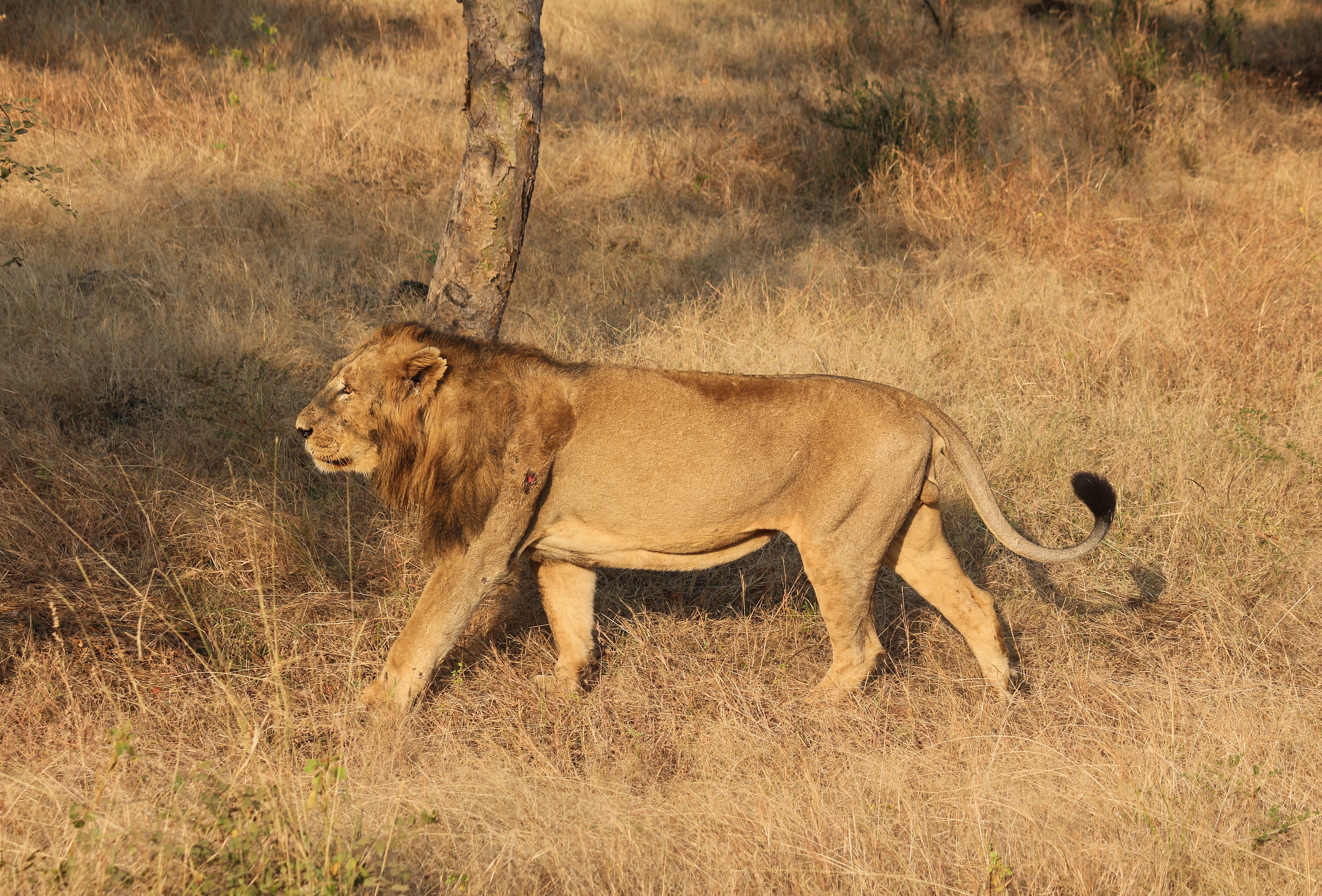
Lion asiatique
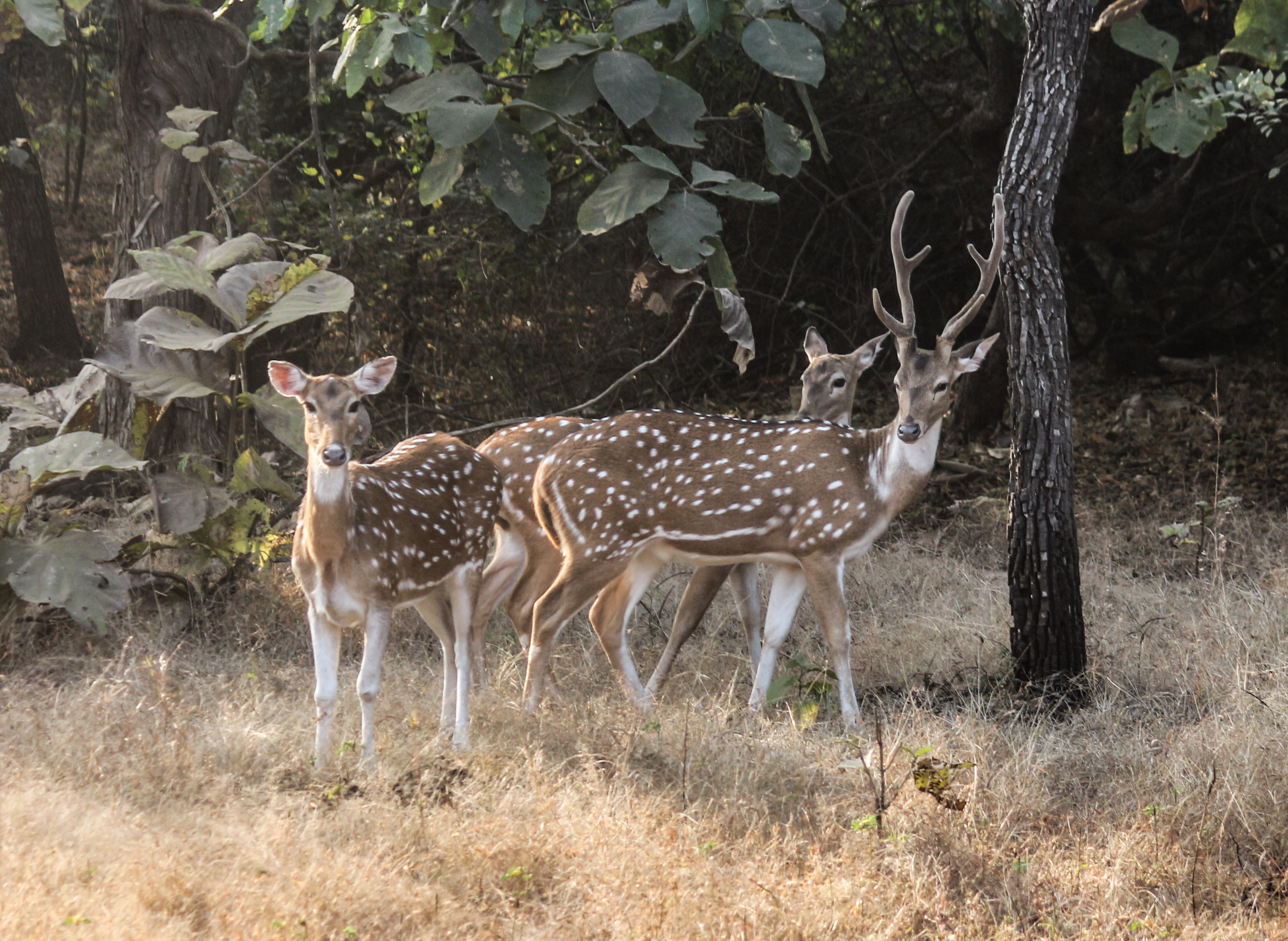
Cerfs axis
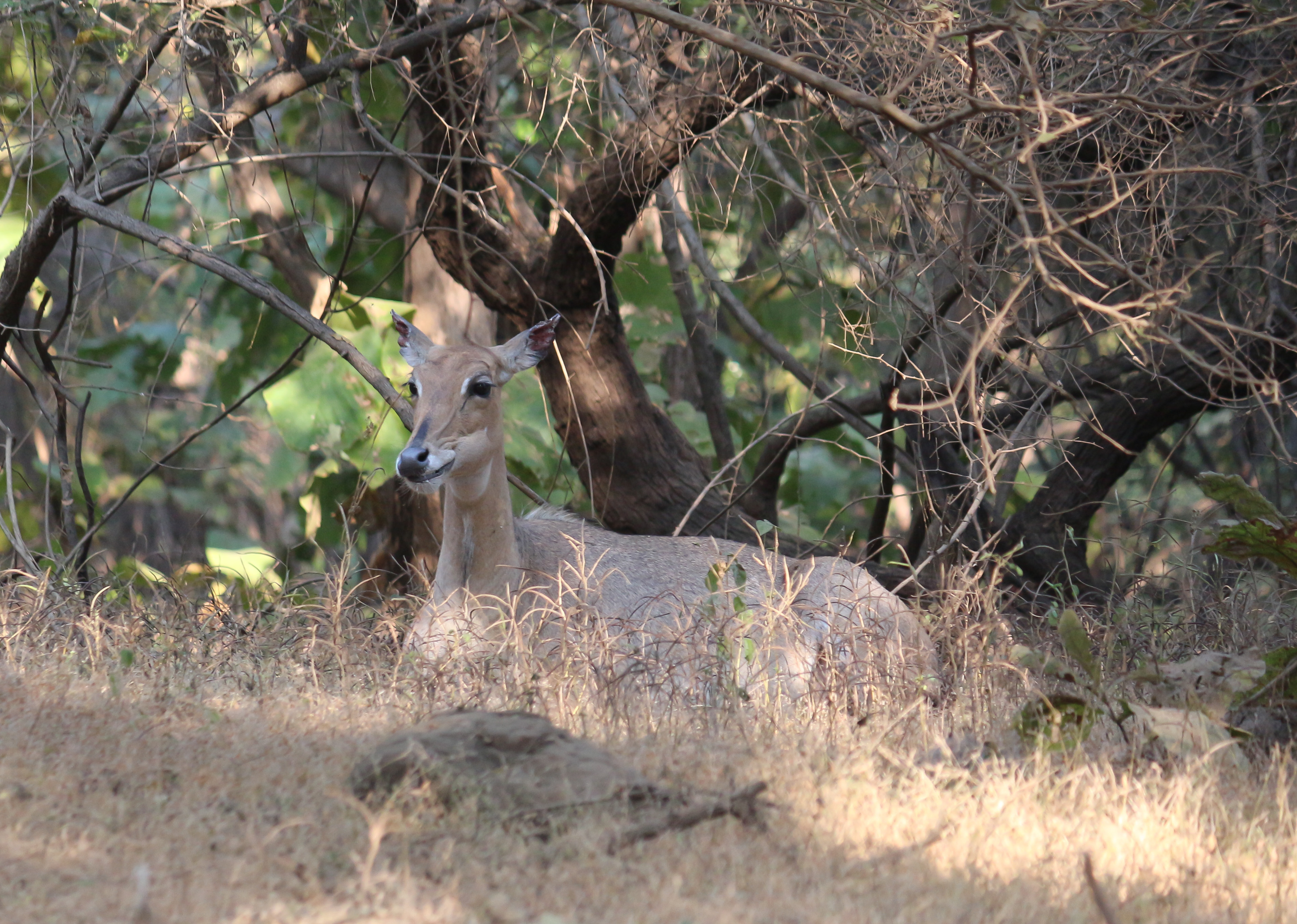
Antilope Nilgaut
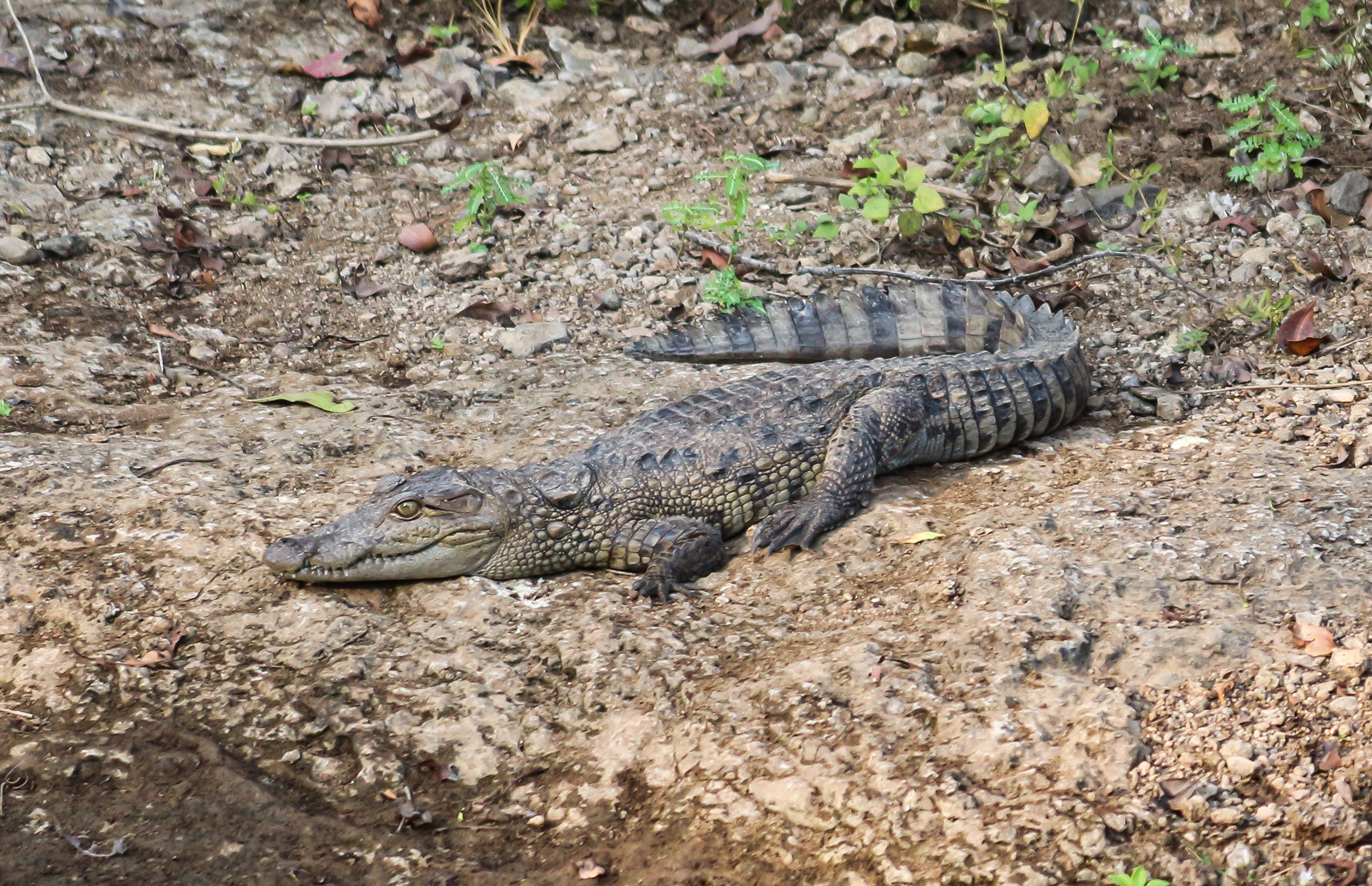
Crocodile des marais
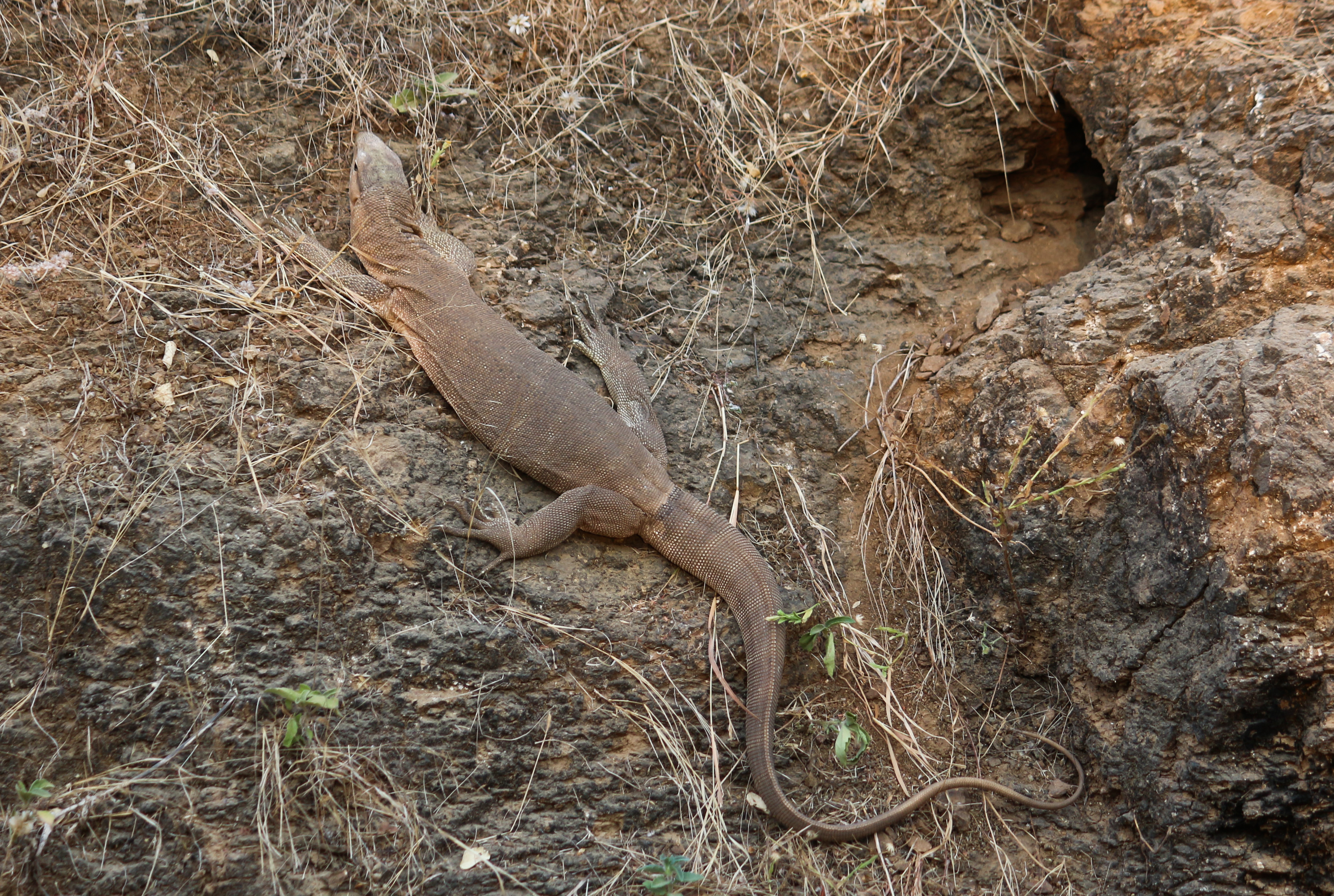
Varan du Bengale

## Le parc

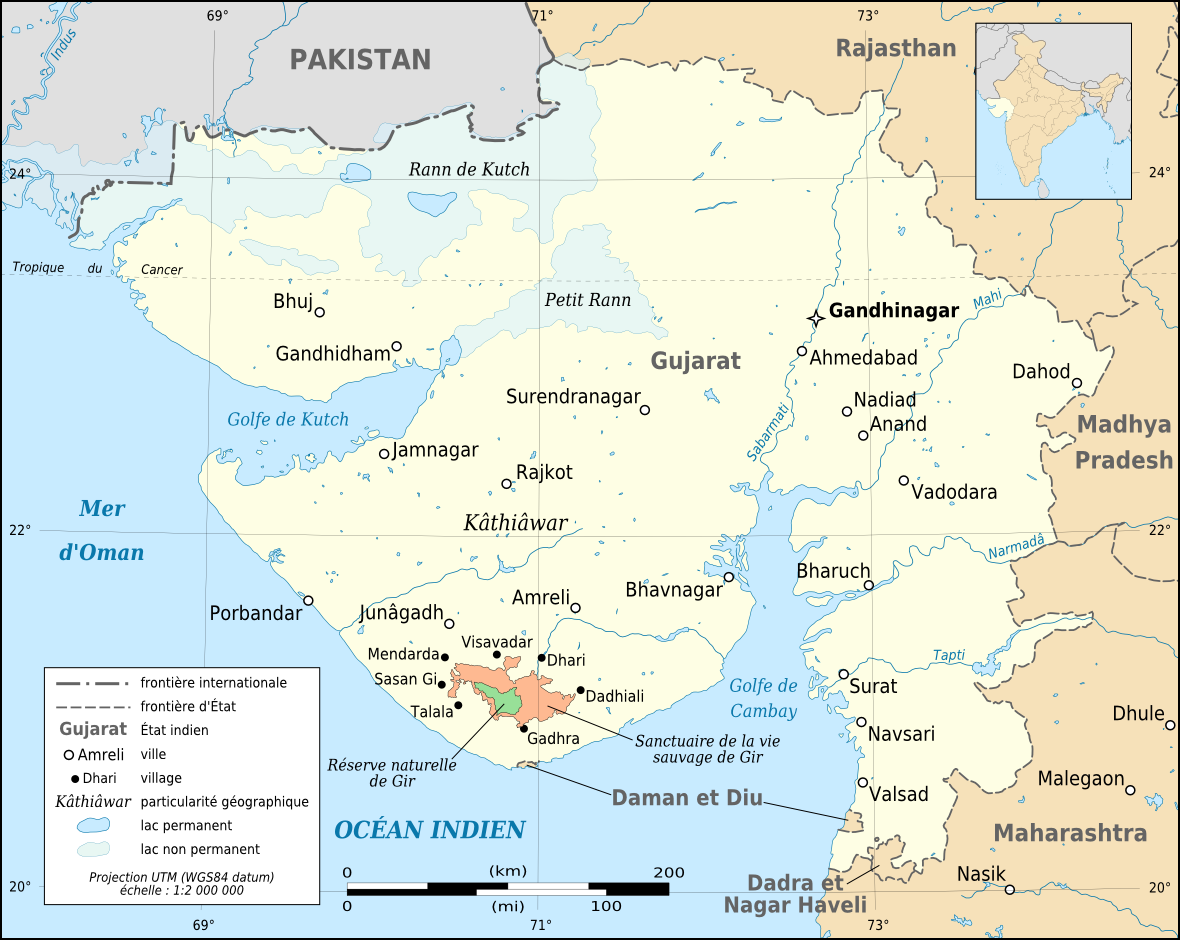
Localisation du parc en Inde

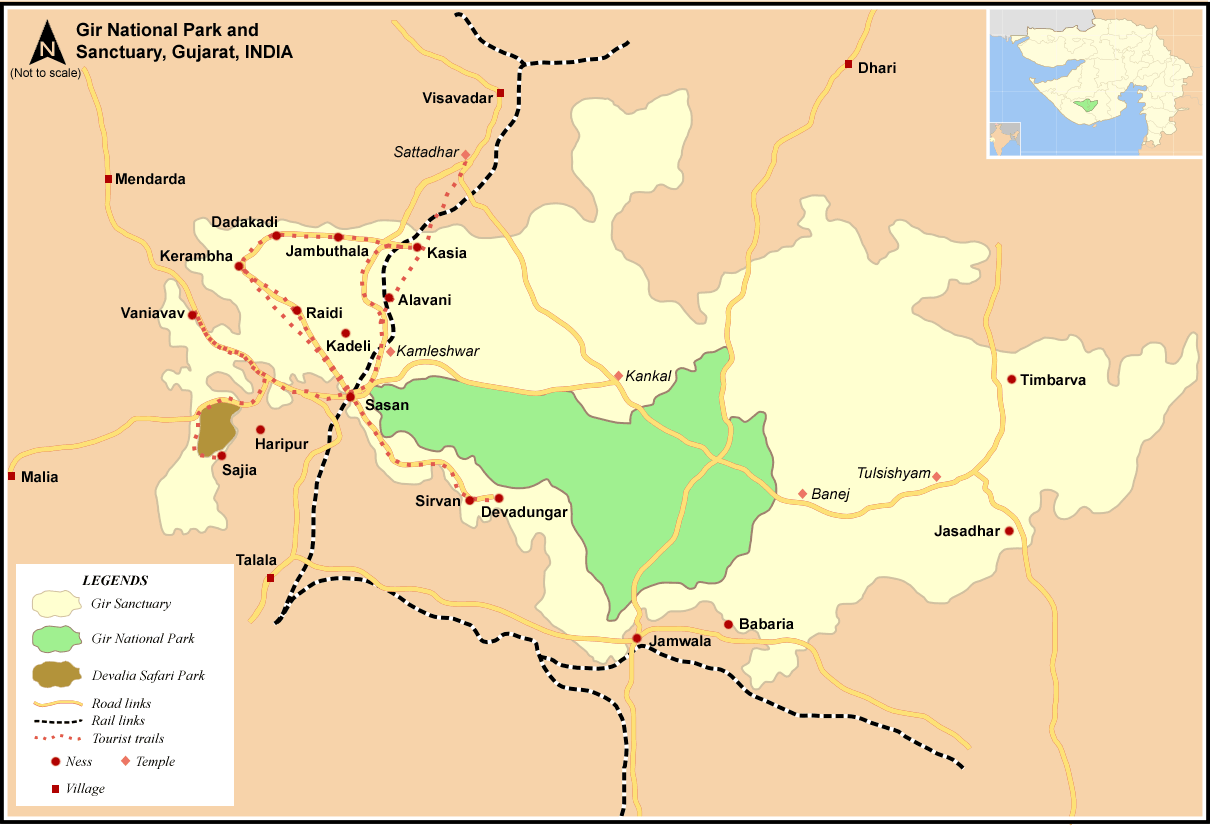
Carte de l'aire

### Gestion du parc
La gestion du parc est effectuée par le ministère de l'Environnement, des Forêts et du Changement climatique et quelques ONG.
Lorsque la sécheresse frappe la région à la suite d'une mauvaise pluviométrie, les eaux de surface ne sont plus disponibles, la conséquence peut être grave pour la faune de la zone principalement dans la partie orientale du sanctuaire. Assurer la disponibilité de l'eau pendant les périodes de pointe d'été est une des principales tâches des personnels de l'Indian Forest Service. 

### Exploitation agricole
Près de 5 millions de kilogrammes d'herbes vertes sont récoltées lors de la fenaison, ce qui représente environ 10 millions d'USD. La forêt fournit près de 15000 tonnes métriques en bois de chauffage chaque année.

### Tourisme et emploi
Le parc et le sanctuaire sont ouverts toute l'année, mais la période de visite recommandée est située de début novembre à fin mars, plus fraiche, la faune étant plus facilement observable. Toutes les zones du parc ne sont pas accessibles au tourisme pour réduire les risques environnementaux, cependant une zone d'observation abritant tous les types d'habitats du Gir a été aménagée dans le sanctuaire à Devalia. Un système d'alimentation pour gros prédateurs y a été créé, il est composé d'une zone grillagée, comportant une double entrée. La population de l'intérieur de la zone comprend environ 100 Chitals, près de 100 Antilopes Nilgaut, environ 15 sangliers, environ une demi-douzaine de sambars et Antilopes cervicapra, d'autres mammifères et de reptiles ainsi que des espèces d'oiseaux.
En outre, un nombre limité de touristes sont autorisés à pénétrer dans le sanctuaire sur certains itinéraires.